# Tierberglihütte
Die Tierberglihütte ist eine Berghütte der Sektion Baselland des Schweizer Alpen-Clubs (SAC). Sie liegt im Kanton Bern in der Schweiz unterhalb des Gwächtenhorns am linken Ufer des Steingletschers auf einer Höhe von 2795 m ü. M.

## Geschichte
Die Hütte wurde 1942/43 von der SAC Sektion Baselland mit 30 Plätzen erbaut. 1968/69 und 1993/1994 wurde sie erweitert.

## Zugang
Der Zugang erfolgt vom Hotel Steingletscher an der Sustenpassstraße (ca. 850 m).

## Übergänge
- nach Süden über das 3089 m ü. M. hohe Sustenlimi in das Chelenalptal zur Chelenalphütte und über die Chelenalplücke zur Voralphütte
- nach Westen über die Tierberglücke zur Trifthütte oder zur Windegghütte

## Besteigungsmöglichkeiten
- Sustenhorn 3503 m ü. M.
- Gwächtenhorn 3420 m ü. M.
- Vorder Tierberg 3091 m ü. M.
- Mittler Tierberg 3311 m ü. M.
- Hinter Tierberg 3418 m ü. M.

## Karte
- Landeskarte der Schweiz 1:25'000, Blatt 1211 Meiental